# Micrurus carinicauda
Micrurus carinicauda är en ormart. Micrurus carinicauda ingår i släktet korallormar och familjen giftsnokar. Inga underarter finns listade i Catalogue of Life.
Populationens taxonomiska status är omstridd. The Reptile Database listar den som underart till Micrurus dumerilii.